# Psicologia dello sport
La psicologia dello sport è la disciplina che studia gli aspetti psicologici, sociali, pedagogici e psicofisiologici dello sport.

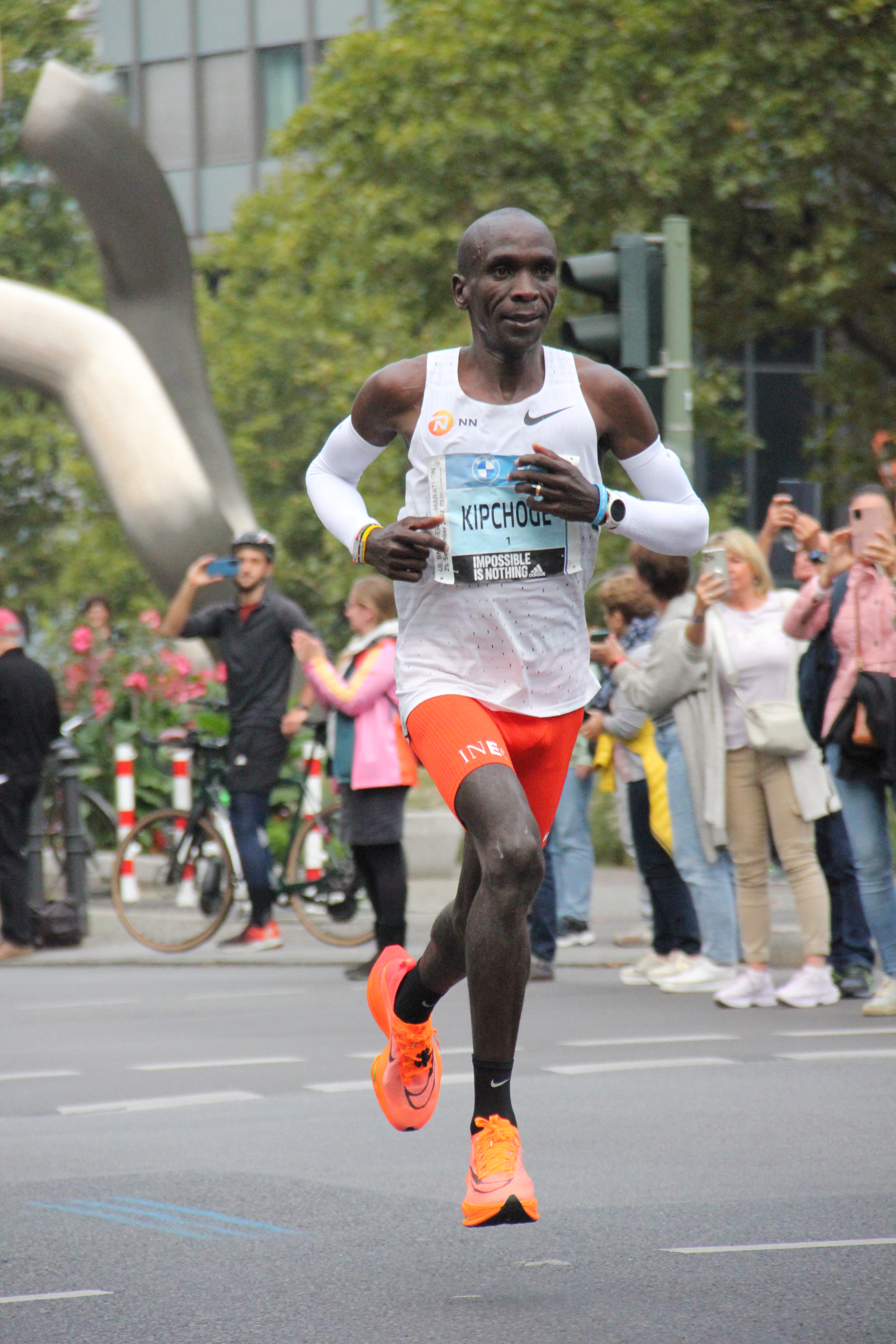
Chi è psicofisicamente idoneo allo sport competitivo, è idoneo allo sport. Nella foto Eliud Kipchoge alla maratona di Berlino, 2022

Per definizione e necessità essa trae ispirazione e contenuto da molteplici discipline che vanno dalla medicina alle scienze motorie, ma ha trovato negli anni un suo preciso e definito percorso di ricerca e di intervento.
Inizialmente la psicologia dello sport cercò di stabilire delle relazioni significative fra personalità e sport, utilizzando soprattutto strumenti diagnostici provenienti dalla psicologia clinica, ma successivamente si è specializzata nell'ambito della preparazione mentale (Mental Training) e sulle abilità che possono essere incrementate nello sportivo, vale a dire l'attenzione, la concentrazione, la motivazione, la gestione dello stress e dell'ansia ed altro.

## Descrizione
Lo psicologo dello sport è un dottore in psicologia che ha fatto un master di un anno in psicologia dello sport, che mette a disposizione le sue conoscenze presso Federazioni, Enti, Palestre, Associazioni e si dedica alla formazione, tramite interventi individuali o di gruppo, dello staff dirigenziale, degli arbitri, degli allenatori, istruttori, degli atleti di sport individuali o di squadra.

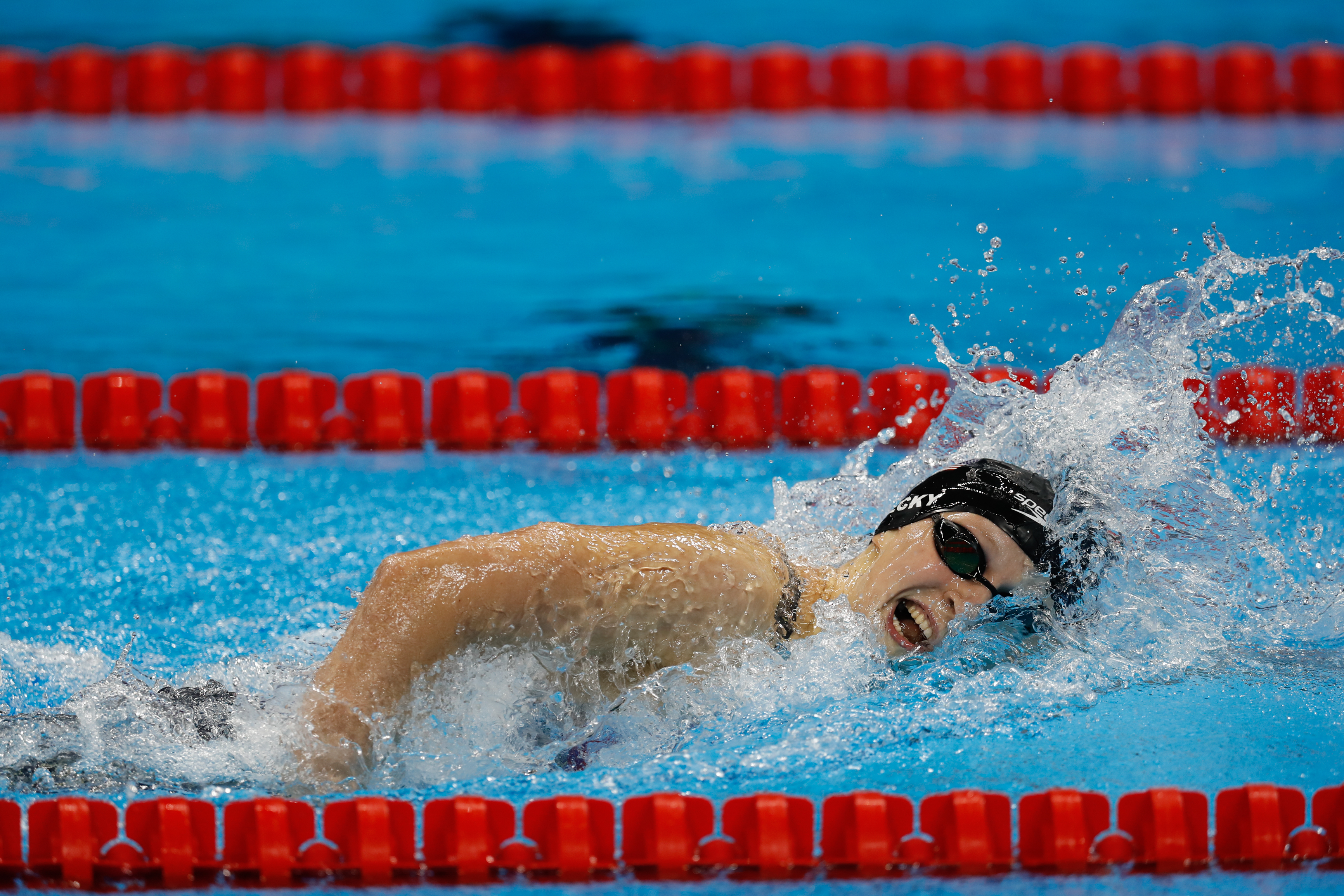
Katie Ledecky ai giochi olimpici di Rio de Janeiro 2016, più volte nuotatrice dell'anno

Lo psicologo non è un tecnico, quindi non eroga servizi concernenti consigli o strategie tecniche e tattiche, ma riveste un ruolo ben definito: quello di esperto di tematiche psicologiche e psicopedagogiche nei confronti di tutti i membri della Società sportiva.
Lo psicologo dello sport si occupa in particolare di: allenare e potenziare le abilità mentali degli atleti, fra cui annoveriamo in particolare l'abilità di rilassarsi, di visualizzare, di porsi degli obiettivi, di mantenere la propria motivazione, di gestire l'ansia da prestazione.
Un ulteriore utilizzo di questa figura riguarda le tipologie di comunicazione tra allenatori e squadra, il bisogno di dialogo e conoscenza dell'altro (coaching).
La psicologia dello sport sta dando un enorme contributo alla comprensione del ruolo dello sport nello sviluppo dei bambini, evidenziando come debba rappresentare un'esperienza divertente, di crescita e consapevolezza del proprio corpo, dello stare bene con se stessi e gli altri (compagni di squadra e allenatore). 
Le principali competenze dello psicologo sportivo sono: il goal-setting (formazione corretta degli obiettivi di prestazione e di risultato); allenare a gestire le emozioni; allenare alla visualizzazione del percorso e dei gesti motori dell'atleta; migliorare l'autostima dell'atleta; proporre strategie per la gestione dell'attivazione psicofisica dell'atleta; studiare e potenziare gli stili attentivi dell'atleta; lavorare sul self-talk (dialogo interno) positivo e negativo; diagnosticare disturbi alimentari (DCA) sport-specifici; diagnosticare psicopatologie sport-specifiche come la nikefobia (paura di vincere), l'ansia da prestazione o la «sindrome del campione» (paura di perdere); analizzare il gesto motorio con videoregistrazioni; informare ed intervenire sull'abuso di sostanze dopanti e stupefacenti e sugli effetti (come il runner's high); informare ed intervenire sull'uso improprio di farmaci antidolorifici negli atleti infortunati; offrire consulenza sul dolore, depressione, perdita e suicidio negli atleti; offrire consulenza sull'overtraining e sul burn out negli sportivi; offrire consulenza sulla gestione della grinta e dell'aggressività in relazione allo sport; intervenire sull'infortunio sportivo e sul processo riabilitativo; seguire i passaggi di categoria e i cambiamenti nella vita dello sportivo; favorire il team spirit; favorire la gestione della coesione di squadra; analizzare e sviluppare la leadership di atleti ed allenatori; sviluppare le competenze relazionali dell'allenatore; sviluppare la sportività (fair play) negli atleti; offrire consulenze di parent training ai genitori.
Quindi, se «l'attenzione concentrata, puntata su un oggetto o un argomento determinati ( [...] ) è la più importante per la psicologia medica, può essere distinta in spontanea (o riflessa) e conativa (o volontaria) » (Catania-Calleri, 1998-2000), la psicologia dello sport si interessa di inquadrare le «motivazioni» e i «fattori psicologici» di un successo o di una sconfitta sportiva dell'atleta.

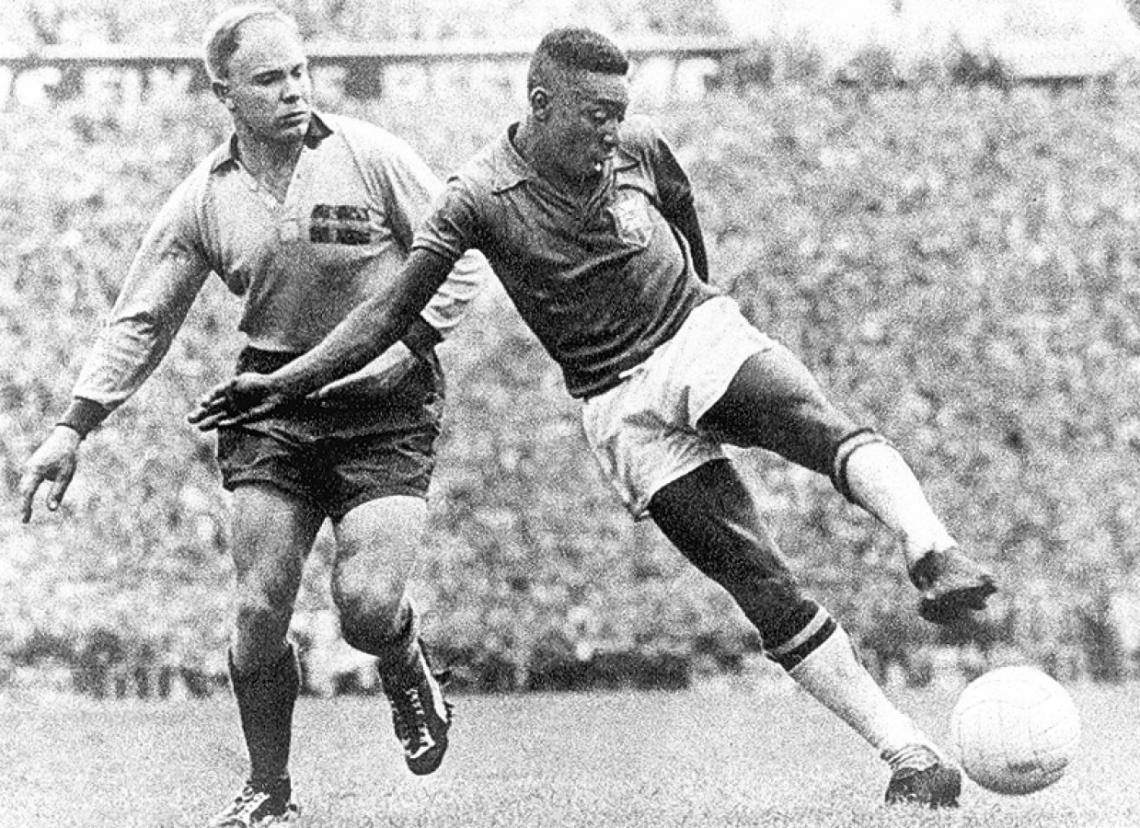
La depressione da successo è una delle manifestazioni della "nikefobia" o paura del successo che può colpire a vari livelli qualsiasi sportivo. Nella foto, Pelé alla finale dei Mondiali di calcio 1958 in Svezia.

L'applicazione della psicologia dello sport riconosce tre momenti distinti: a) la valutazione; b) la preparazione; c) la terapia.

### Valutazione
La valutazione (in inglese « assessment ») è la psicodiagnosi dell'atleta seguendo le finalità clinico-profilattiche per focalizzare eventuali avvisaglie delle sindromi psicopatologiche da sport più comuni.

Le sindromi possono essere specifiche e aspecifiche:
- sindromi specifiche da sport: paura del successo (nikefobia), paura dell'insuccesso (sindrome del campione), sociopatie da sport (alienazione, autoritarismo, doping)
- sindromi aspecifiche da sport: stati nevrotici, stati psicotici

Nel valutare l’idoneità psicologica allo sport occorrono quattro elementi psicologici, fondamentali per il corretto svolgimento di un’attività sportiva: 

- una personalità sana ed equilibrata, priva di complessi, basata su una equilibrata interazione dei suoi «strati»[6] (istinti, temperamento, carattere), priva di deviazioni nevrotiche o di deviazioni costituzionali (di carattere morfologico, funzionale e metabolico)
- una componente aggressiva, determinazione di una necessaria volontà dì autoaffermazione, rispettando le regole del fair play e della lealtà sportiva, in assenza di forme di astio o di fanatismo, o ancora di psicopatologiche esigenze iper-autovalorizzatrici o di personalità antisociali;
- un elevato coefficiente di resistenza alle frustrazioni in grado di accettare qualunque risultato con una modalità meno giudicante e di riconoscimento dell'altrui valore;
- una stabilità emotiva nell'alternanza affettiva fra aggressività (durante la gara) e disponibilità, durante le interazioni sociali extra-sportive.

Da sottolineare che la psicologia dello sport, allo scopo di assegnare un atleta all'una o all'altra specialità sportiva, non si interessa di effettuare una valutazione per fini selettivo-attitudinali. In tal senso l'Ergonomia di K.F.H. Murrell, applicata alla medicina del lavoro, vista come lo studio delle relazioni tra l’uomo e l’ambiente in cui opera, tenendo conto delle esigenze anatomiche, fisiologiche e psicologiche, per individuare le possibili cause di inefficienze e di stress, non è valida nello sport.
Allo stesso modo, non è possibile tracciare un profilo specifico di atleta-modello per ogni sport, sintetizzando almeno quattro motivi, qualunque sia il parere dei Tecnici:
- l'assessment e il monitoraggio di molti sport richiedono caratteristiche psico-fisiche comuni;
- esistono sport praticati da atleti dotati di caratteristiche psico-fisiche tra loro molto differenti;
- la profilazione individuale è la somma di elementi obiettivi, che trascura l'elemento soggettivo, ossia la passione (o la vocazione) per un determinato sport, la sua libera scelta;
- elemento non trascurabile è il talento, la tendenza a praticare bene uno sport e che consente rendimenti superiori con il minore sforzo possibile.

Alla psicologia dello sport è inoltre attribuito il compito di selezionare i giovani adatti allo "sport agonistico": chi è psicofisicamente idoneo allo sport competitivo (vedi: Visita medico sportiva agonistica), è idoneo allo sport. Chi viene giudicato non idoneo allo sforzo fisico e alla tensione emotiva di una gara è genericamente non idoneo allo sport.

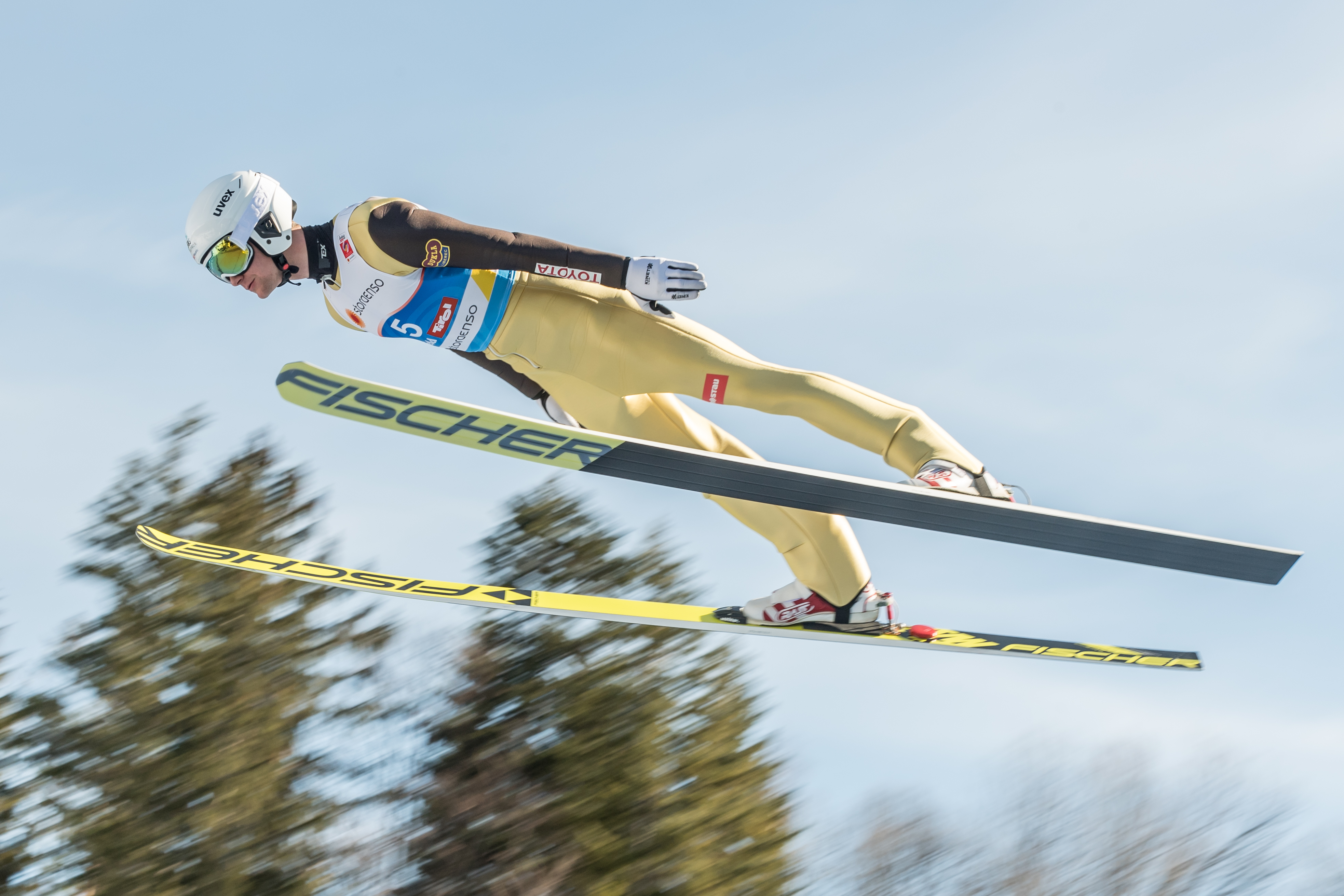
Lukáš Daněk che salta a Seefeld nel 2019, ai Campionati mondiali di sci nordico, durante un allenamento di combinata nordica

### Preparazione psicologica
Di seguito, due delle tecniche o competenze più comuni che gli psicologi sportivi insegnano agli atleti con lo scopo di migliorare la loro performance.

#### Goal-setting
Il goal-setting è il processo di pianificazione sistematica di tecniche per ottenere risultati specifici in un periodo di tempo definito. La ricerca suggerisce che gli obbiettivi dovrebbero essere specifici, misurabili, difficili ma raggiungibili, time-based, scritti, e una combinazione di obbiettivi a breve ed a lungo termine. Definito dall'acronimo S.M.A.R.T.
Una meta- analisi del goal-setting nello sport suggerisce che, quando confrontati agli obbiettivi non posti o agli obbiettivi “fai del tuo meglio”, porsi gli obbiettivi del tipo descritto sopra è un metodo efficace per ottenere un miglioramento nella performance. Stando a Dot. Eva V. Monsma, gli obbiettivi a breve termine dovrebbero essere usati per aiutare ad ottenere gli obbiettivi a lungo termine. Il Dot. Monsma afferma che è importante “porsi obbiettivi in termini positivi focalizzandosi sui comportamenti che dovrebbero essere presenti piuttosto che su quelli che dovrebbero essere assenti.” Ogni obbiettivo a lungo termine dovrebbe anche avere una serie di obbiettivi a breve termine che progrediscano in difficoltà. Infatti, gli obbiettivi a breve termine dovrebbero progredire da quelli che sono facili da ottenere fino a quelli che sono più ardui ed impegnativi. Avere degli obbiettivi a breve termine impegnativi eviterà la ripetitività degli obbiettivi facili e darà un confine a coloro che aspirano ai loro obbiettivi a lungo termine.

#### Self-talk
Il self-talk, in italiano il dialogo interno, si riferisce ai pensieri ed alle parole che gli atleti dicono a se stessi, solitamente nella mente. Le frasi del dialogo interno sono usate per porre l'attenzione su una cosa in particolare, in modo da migliorare la concentrazione, oppure sono utilizzate insieme ad altre tecniche per facilitarne l'efficacia. Un esempio di dialogo interno potrebbe essere un giocatore di softball, che potrebbe pensare “rilascia punto” quando è in battitura per dirigere l'attenzione verso il punto dove il lanciatore rilascia la palla. Un altro esempio potrebbe essere il giocatore di golf, che potrebbe dire “colpo regolare” prima di tirare, per stare rilassato. La ricerca suggerisce che sia il dialogo interno positivo che quello negativo possano portare ad un miglioramento della performance, suggerendo che l'efficacia delle frasi del dialogo interno dipende da come esse vengono interpretate dall'individuo. L'abilità di influenzare l'inconscio con una singola frase positiva è una delle tecniche più facili ed efficaci per gli atleti di utilizzare le loro abilità psicologiche. Infatti, l'utilizzo di questa tecnica è molto frequente nell'ambito sportivo.

## Storia
(Sigmund Freud 1925)
« Che la mente possa influire significativamente su ogni attività umana e, quindi, anche su quella sportiva è stato certamente chiaro fin dai primi Giochi Olimpici ateniesi ». « Il destino di una competizione sportiva non dipendeva esclusivamente dalla prestanza fisico-atletica, ma anche dall'astuzia, dalla strategia, dal coraggio, dallo stato d'animo, caratteristiche, queste ultime, strettamente legate all'attività mentale dell'atleta ».  « Nonostante ciò solamente intorno al 1890 alcuni educatori hanno espresso le loro opinioni sugli aspetti psicologici dell'educazione fisica ». 
« Norman Triplett nel 1897 effettuò i primi studi sulla performance in situazioni di agonismo ». La psicologia dello sport iniziò ad entrare nelle università, con l'istituzione di master, dottorati e corsi di specializzazione. « Tra il 1970 ed il 1980 furono condotti studi sul miglioramento della performance, sulla personalità dell'atleta e sulla motivazione ». « Negli anni ottanta si studiarono tecniche mirate al miglioramento della prestazione ». « Nel 1993 fu pubblicata la prima edizione di Handbook of Research on Sport Psychology da Singer e colleghi in cui erano raccolte le ricerche più significative pubblicate fino ad allora ». « Dalla prima pubblicazione di questo manuale, vi sono state molte evoluzioni, segno di maturità ».
Negli ultimi vent'anni in Italia (1989-2009) hanno preso poi piede gli studi di psicologia clinica dello sport grazie ai lavori di Carlo Ravasini e di Giovanni Lodetti. La psicologia clinica dello sport si occupa degli aspetti clinici e di «crescita globale» della personalità dello sportivo e dell'«abbattimento» del «disagio giovanile» attraverso le «dinamiche» sportive di interazione.